# مارک هولیوک
مارک هولیئوک (به انگلیسی: Mark Holyoake) ژیمناست زادهٔ ۱ مارس ۱۹۸۳ میلادی اهل کشور نیوزیلند است.